# Concejo Regional Mateh Binyamin
El Concejo Regional de Mateh Binyamin (en hebreo: מועצה אזורית מטה בנימין) (transliterado: Moatza Azorit Mateh Binyamin) (en español: Concejo Regional de la Tribu de Benjamín) es un concejo regional que cubre 42 poblados y aldeas israelíes en las colinas de Samaria, al sur de Judea y Samaria. La sede del concejo es Psagot. El concejo lleva el nombre de la antigua tribu israelita de Benjamín, cuyo territorio corresponde aproximadamente al del Concejo. La región en la que se encuentran los asentamientos de Binyamin se conoce como la región de Binyamin.  Desde noviembre de 2007, el gobernador del concejo es don Avi Roeh. Su capital se encuentra en la ciudad de Psagot.

## Demografía

Localización del Concejo Regional de la Tribu de Benjamín

Según los datos de la Oficina Central de Estadísticas de Israel (CBS), en diciembre de 2014, vivían en el Concejo Regional de Benjamín unos 57 000 habitantes. La población está creciendo a una tasa anual del 4,1%. Según la CBS, en diciembre de 2014 , el Concejo Regional fue el quinto de los 10, en cuanto al escalafón socioeconómico. Los titulares de certificados de matriculación duodécimo grado en el año 2013 - 2014 fue 72,1%. El salario promedio mensual del empleado para el año 2013 fue de NIS 8257 (promedio nacional: NIS 8247).

## Asentamientos
| - Ahia - Adei Ad - Almon (Anatot) - Alon - Amichai - Ateret - Beit Horon - Dolev - Eli - Esh Kodesh - Ganei Modi'in - Geva Binyamin (Adam) - Giv'at Har'el - Giv'on HaHadasha - Harasha - Hashmonaim - Keeda | - Kfar Adumim - Kfar HaOranim (Menora/Giv'at Ehud) - Kokhav HaShahar - Kokhav Ya'akov - Ma'ale Levona - Ma'ale Mikhmas - Matityahu - Mevo Horon - Migron - Mitzpe Danny - Mitzpe Hagit - Mitzpe Kramim - Mitzpe Yeriho | - Na'ale - Nahliel - Neria (Talmon Bet/North) - Neveh Erez - Halamish (Neve Tzuf) - Nili - Nofei Prat - Ofra - Psagot - Rimonim - Sha'ar Binyamin Industrial Zone - Silo - Shvut Rachel - Talmon |